# Prix Pulitzer de la photographie d'article de fond

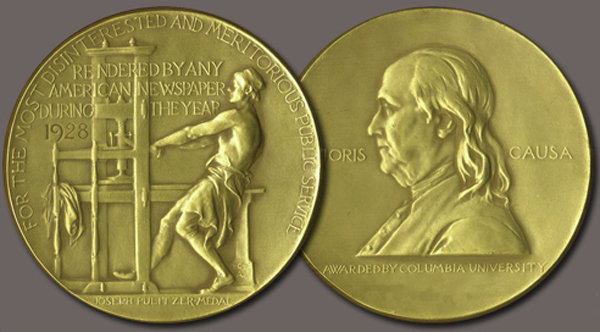
Médaille Pulizer

Le prix Pulitzer de la photographie au long cours (en anglais : Pulitzer Prize for Feature Photography) est l’un des prix américains Pulitzer décernés chaque année pour le journalisme.

## Histoire et description
Il récompense une ou plusieurs photographies de reportages au long cours, en noir et blanc ou en couleur, soit sous forme de série de photo, soit sous forme d'album,.
Ce prix a été inauguré en 1968 lorsque le prix Pulitzer de la photographie (en) fut remplacé par deux nouveaux prix : le Prix Pulitzer de la photographie d'article de fond et le Prix Pulitzer du fait divers (en anglais Pulitzer Prize for Spot News Photography) qui sera renommé en 2000 Prix Pulitzer de la photographie d'actualité.

## Lauréats
Liste non exhaustive :
- 1974 : Slava « Sal » Veder d'Associated Press, pour Burst of Joy[4].
- 1994 : Kevin Carter, freelance, pour La Fillette et le Vautour[5]
- 2016 : Jessica Rinaldi du The Boston Globe[6]
- 2018 : Danish Siddiqui et Adnan Abidi de l’agence Reuters[7]
- 2022 : Adnan Abidi, Sanna Irshad Mattoo, Amit Dave et Danish Siddiqui de Reuters[8]